# Prince Ikpe Ekong
Prince Ikpe Ekong est un footballeur international nigérian né le 5 octobre 1978 à Lagos.

## Vie privée
Prince Ikpe Ekong est le père d'Emmanuel Ekong, lui aussi footballeur professionnel, ayant notamment été formé à l'Empoli FC.

## Palmarès
Xiamen Lanshi
- Champion de D2 chinoise (1) : 2005